# 国際経済
国際経済（、International economy）とは、国民経済と国民経済の間を取り持つ経済領域である。国際経済が多くの国民経済を結びつけ世界経済を形成している。まれに、世界経済そのものを意味して使用される場合もある。
国際経済は具体的に国際間の経済取引、すなわち商品·サービス·資本·労働の各国間の移動や交換などの全体を意味する。 国際経済は一般的に世界経済と同じ意味として使われることもあるが、厳密に言えば、「国際経済」という用語は一国の国民経済と他国の国民経済との関係を意味する。 すなわち、国民経済相互の関係が国際経済だ。 世界の経済は国際間の経済関係そのものを一つの経済とみなすのである。 要するに、国際経済は一国の国民経済の成立と国際的な分業関係の広範な成立を基礎として発生する経済関係だ。 このような意味から見て、国際経済が世界的に成立したのは近代資本主義国家が確立した19世紀以降だ。
中華圏の大学は貿易も追加して国際経済貿易という専攻を開設することが多い。韓国は国際経済という学科名よりグローバル経済という名称を使うことが増えて来ている。

## 概要
古来より、国民経済に近い専制国家による経済囲い込みが行なわれてきた。また、それらの経済圏をつなぐ貿易取引が行なわれ市場が形成されていた。これが現代につながる国際経済の原型である。
国際経済も商取引などの基本は国内取引と本質的に同じであるが、国境における関税や外国為替が関係するため様々な国際事情に影響を受けてきた。
現代においても、国際経済は世界中の情勢が影響するためリスクが大きくなりがちである。これは、商機も意味するため、多くの企業や経済人が国際経済に挑み続けている。

## 歴史
世界経済の歴史を参照